# 4479 Charlieparker
4479 Charlieparker este un asteroid din centura principală, descoperit pe 10 februarie 1985 de Henri Debehogne.